# Atsuko Wakai
Atsuko Wakai (若 井 敦 子) es una karateka japonesa que ha ganado muchos premios internacionales en Kata individual femenino, en particular en los Campeonatos del Mundo de la Federación Mundial de Karate (WKF) en 1998, 2000, 2002 y 2004, como miembro del equipo del Japan Karate Federation (JKF).  De hecho, es referencia por muchos expertos como la mujer con más títulos en el mundo del deporte (Karate) después de la turca Yildiz Aras..
Todavía muy joven, con 4 años de edad, Atsuko Wakai fue víctima de un accidente automovilístico que la obligó a permanecer cuatro meses en el hospital con heridas graves en la cabeza. Estas lesiones afectado su sistema nervioso y solo podía mover su cuerpo de nuevo y poco a poco, después de una larga convalecencia y rehabilitación mediante fisioterapia. Cuando salió del hospital, sus padres la inscribieron en un Club de Karate (Gifu Dojo) de Seigokan All Japan Karatedo Association (SAJKA), bajo la dirección técnica del Shihan Yasufumi Ohno (8º Dan), su primer maestro, para ayudar a encontrar la fuerza y la coordinación.
Su determinación para tener éxito la llevó a unirse al equipo de competición de la Federación de Karatedo de Japón (JKF) y se convirtió en el campeón Mundial de Karate, con más medallas que nunca.
En 2002 recibió el JOC Sports Award (Premio a la Excelencia). Después de las victorias de tres campeonatos mundiales consecutivos, en enero de 2003 ganó el Premio de Honor, de la Prefectura de Gifu. Retirada en 2005, recibió el honor del Ministerio de Educación y Deportes de Japón.